# Джуайма – Джубайль
Джуайма – Джубайль – складова інфраструктури установки фракціонування, що працює східному узбережжі Саудівської Аравії.
В 1981 році почала роботу установка фракціонування Джуайма, яка здійснює розділення суміші гомологів метану. Найбільшим їх споживачем став нафтохімічний центр у Джубайлі, до якого спершу проклали етанопровід Джуайма – Джубайль, а потім і багатониткову систему Джуайма – Джубайль довжиною 68 км, яка складається із:
- пропанопроводу JJPRP-1 (Juaimah Jubail Propane-1) діаметром 600 мм (споруджений в 2000-му);
- бутанопроводів JJBUT-1 та JJBUT-2 (Juaimah Jubail Butane-1, -2) діаметрами 250 мм та 400 мм відповідно (споруджені в 1988 та 1993 роках);
- трубопроводу для пропан-бутанової фракції JJMULT-1 діаметром 400 мм (споруджений в 1992-му).
- гексанопроводу JJHEX (Juaimah Jubail Hexane-1) діаметром 250 мм (споруджений в 1999-му).
В Джубайлі сспоживачами пропану виступають установки парового крекінгу компаній Petrokemya, Kemya, SEPC, Sharq, JCP, тоді як бутан споживає піролізна установка Saudi Kayan. Крім того, в 2004 – 2009 роках у Джубайлі стали до ладу три заводи дегідрогенізації пропану компаній Saudi Polyolefins, APC і Al-Waha.  Що стосується бутану, то його також потребують заводи з виробництва MTBE, введені в 1989 – 1997 роках компаніями Ibn Sina, Ibn Zahr та Sadaf. Фракція гексан-плюс (С6+) необхідна компанії Saudi Chevron Phillips.
Також можливо відзначити, що комплекс Джуайма має потужний термінал для відвантаження пропану та бутану танкерами.